# 2013 TV135
2013 TV135 è un asteroide del gruppo degli asteroidi Apollo, che ha un diametro di 450 metri.

## Osservazione
Il 16 settembre 2013 è passato a circa 0,0448 UA (6.700.000 km) dalla Terra. Il 20 settembre 2013, è arrivato al perielio (punto più vicino al Sole).
L'asteroide è stato scoperto il 12 ottobre 2013 dall'Osservatorio Astrofisico della Crimea, usando immagini risalenti all'8 ottobre 2013. È stato osservato per la prima volta dall'astronomo ucraino Gennadij Borisov con un telescopio personalizzato di 0,2 metri (7,9 pollici).
È stato valutato di livello 1 sulla scala Torino dal 16 ottobre 2013 fino alla soluzione JPL 26 il 3 novembre 2013. Ha raggiunto il valore -0.73 sulla scala Palermo.  È stato rimosso dalla lista rischio Sentry del JPL l'8 novembre 2013 con la soluzione 32 dopo un arco osservativo di 27 giorni.